# Джудит Келман
Джудит Келман (на английски: Judith Kelman) е американска психоложка и писателка на произведения в жанра криминален роман, психотрилър и хорър.

## Биография и творчество
Джудит Келман е родена на 21 октомври 1945 г. в Бруклин, Ню Йорк, САЩ, в семейството на Джордж Джоузеф и Флора Еделщайн. Следва в университета „Корнел“, където през 1967 г. получава бакалавърска степен по психология. След това следва в Нюйоркския университет, където получава магистърска степен през 1968 г. След дипломирането си работи като учителка с деца в затруднено положение в Хемпстед, Ню Йорк, и като образователен консултант. През 1977 г. получава магистърска степен по комуникационни разстройства от Щатския колеж на Южен Кънектикът, след което започва работа като логопед в Гринуич, Кънектикът, и на други длъжности.
Започва да пише по време на отпуск през 1981 г., което я запалва, и тя решава да вземе една година, за да завърши първия си ръкопис. Първият ѝ трилър Prime Evil (Първично зло) е издаден през 1986 г. След публикуването му напуска работата си и се посвещава на писателската си кариера.
През 1987 г. в романа Where Shadows Fall (Където падат сенките) създава образа на героинята Сара Спунър, отговорна за отдел „Убийства“ на окръжния прокурор на Ню Йорк. Продължението на историята е издадено през 1989 г. с романа Hush Little Darlings (Тихо, малки милички).
През 1991 г. е издаден трилърът ѝ Someone's Watching (Някой гледа). През 1993 г. романът е екранизиран в телевизионния филм „В сенките, някой гледа“ с участието на Джоан Ван Арк, Крис Нот и Рик Спрингфийлд.
През 2002 г. тя получава наградата „Мери Хигинс Кларк“ за най-добър криминален роман за Summer of Storms (Лято на бури).
Произведенията на писателката са издадени в над 2 милиона екземпляра по света. Нейните истории обикновено се отличават с обстановката в Нова Англия, с тъмни или изоставени, порутени къщи, жертва и странни герои, а главни герои са предимно разведени или самотни жени, които в крайна сметка се забъркват в опасни и мистериозни ситуации.
Освен това тя е редовен сътрудник на литературни списания и периодични издания като „Ню Йорк Таймс“, Working Mother, Bride's, Ladies' Home Journal, Redbook, Publishers Weekly, Glamour, Seventeen, и др., където публикува разкази и статии.
Тя е член на Асоциацията на писателите на трилъри, на Гилдията на авторите и на Американското дружество на автори и журналисти.
Джудит Келман живее със семейството си в Ню Йорк.

## Произведения

### Самостоятелни романи
- Prime Evil (1986)[1][2][3]
- While Angels Sleep (1988)
- Someone's Watching (1991)
- The House on the Hill (1992)
Къщата на хълма, изд.: „Унискорп“, София (2004), прев. Теодора Давидова
- If I Should Die (1993)
Ако трябва да умра, изд.: „Унискорп“, София (2005), прев. Нина Чакова
- One Last Kiss (1994)
- More Than you Know (1995)
- Fly Away Home (1996)
- After the Fall (1999)
- Morphing the Millennium (2000)
- Summer of Storms (2001) – награда „Мери Хигинс Кларк“
- Original Sin (2002)
- Every Step You Take (2003)
- The Session (2006)
- Backward in High Heels (2006)
- The First Stone (2007)

### Поредица „Сара Спунър“ (Sara Spooner)
1. Where Shadows Fall (1987)[1][2][3]
2. Hush Little Darlings (1989)

### Разкази
- The Body Beautiful (1991)

### Екранизации
- 1993 In the Shadows, Someone's Watching – тв филм